# Saint-Maurice-Étusson
Saint-Maurice-Étusson é uma comuna francesa na região administrativa da Nova Aquitânia, no departamento de Deux-Sèvres. Estende-se por uma área de 56.81 km². Em 2010 a comuna tinha 891 habitantes (densidade: 15,7 hab./km²).
Foi criada em 1 de janeiro de 2016, a partir da fusão das antigas comunas de Saint-Maurice-la-Fougereuse e Étusson.